# Walk On By

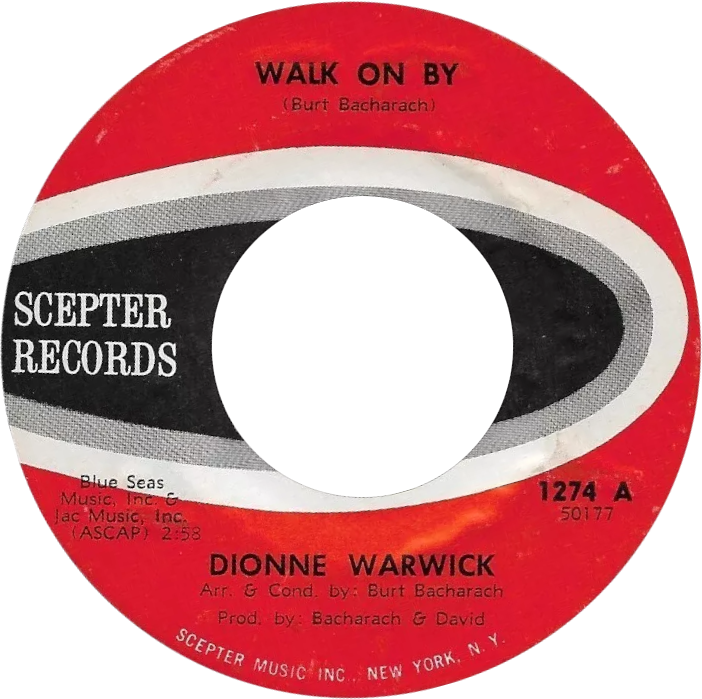
Walk On By

Walk On By è una canzone composta da Burt Bacharach (musica) e Hal David (testo) e registrata per la prima volta dalla cantante pop statunitense Dionne Warwick.

## Versioni
Walk On By figurò nelle classifiche dei singoli moltissime volte, e sempre con esecutori e arrangiamenti diversi. I seguenti paragrafi riportano tutte le versioni del brano fatte finora che figurano nelle liste:

### Dionne Warwick (1964)
La versione originale di Walk On By è stata registrata nel dicembre del 1963, nella stessa sessione della hit Anyone Who Had a Heart e pubblicata come singolo nel mese di aprile del 1964. Si rivelò un vero successo: raggiunse la posizione numero 6 della US Billboard Hot 100 (che non aveva ancora la sezione R&B) e la prima della classifica R&B della Cash Box. Inoltre rientrò nella Top 10 del sondaggio della "Billboard's easy listening". 
Nel 2004, il pezzo venne collocato al posto 70 della lista dei 500 migliori brani della storia redatta dalla rivista inglese Rolling Stone.
Warwick, per il mercato della Germania, decise di ri-registrare Walk On By con il testo tradotto in tedesco: nacque così Geh Vorbei.
Nel 2023 è tornata in auge grazie al sample di Doja Cat nel brano Paint the Town Red.
| Classifica (1964)      | Posizione |
| ---------------------- | --------- |
| US Hot 100             | 6         |
| US R&B                 | 1         |
| US A/C                 | 7         |
| Official Singles Chart | 9         |

### Bobby Kris & The Imperials (1965)
Il gruppo folk-rock di Toronto Bobby Kris & The Imperials ha pubblicato una cover abbastanza simile all'originale alla fine del 1965. Il brano divenne l'unico grande successo in Canada, raggiungendo la posizione numero 8 nei primi mesi del 1966.
| Classifica (1966) | Posizione |
| ----------------- | --------- |
| Canada RPM 100    | 8         |

### Isaac Hayes (1969)
Il musicista Funk/soul Isaac Hayes fece una propria versione di Walk On By per l'album del 1969 Hot Buttered Soul, molto diversa dall'originale in quanto appare come un ostinato funk di ben 12 minuti molto vario e complesso, suddiviso in vari movimenti e ricco di assoli (soprattutto quelli di chitarra elettrica e organo elettrico) accompagnati da una strumentazione orchestrale come violini e fiati. Per pubblicarlo come singolo, il pezzo venne ridotto sotto i 5 minuti. Un "sample" della versione di Walk on By incisa da Isaac Hayes fu usato dai No-Man per il brano Pretty Genius, contenuto in Wild Opera del 1996; dagli Hooverphonic per il brano 2Wicky, contenuto nel loro primo album A New Stereophonic Sound Spectacular del 1997 e dal gruppo britannico Mono per il brano Silicone contenuto nell'album Formica Blues, sempre del 1997.
| Classifica (1969) | Posizione |
| ----------------- | --------- |
| US Hot 100        | 30        |

### The Stranglers (1978)
Nel 1978, il gruppo The Stranglers ri-arrangiò Walk On By in stile punk rock, inserendoci anche un esteso assolo di organo elettrico (rifacendosi quindi alla cover di Isaac Hayes).
| Classifica (1978)      | Posizione |
| ---------------------- | --------- |
| Official Singles Chart | 21        |

### Average White Band (1979)
Gli Average White Band fecero una versione di Walk On By leggermente ispirata alla disco-music (con inseminazioni reggae e funk) pubblicata nel 1979. Peculiarità della cover è il fatto che sia una delle tracce cantate degli AWB - ricordati principalmente come una band strumentale.
| Classifica (1979)      | Posizione |
| ---------------------- | --------- |
| Official Singles Chart | 46        |
| US Hot 100             | 92        |

### Mina (1981)
La cantante italiana Mina registra una versione di 8 minuti per il suo album Salomé Vol. 2. 

### D Train (1982)
Nel 1982, il duo funk D Train pubblicò una versione di Walk On By in stile boogie/funk che si rivelò una vera e propria hit in Inghilterra e in America.
| Classifica (1982)      | Posizione |
| ---------------------- | --------- |
| Official Singles Chart | 44        |
| US R&B                 | 42        |
| US Dance               | 45        |

### Jo Jo Zep (1983)
Jo Jo Zep rifece nel 1983 Walk On By, trasformandola in una lenta e mistica ballata eseguita esclusivamente al sintetizzatore.
Il videoclip mostra Jo Jo Zep eseguire il brano in un tetto di un hotel in stile imperiale a New York.
| Classifica (1983) | Posizione |
| ----------------- | --------- |
| Australia         | 55        |
| New Zealand       | 6         |

### Melissa Manchester (1989)
Nel 1989, la cantante Melissa Manchester fece una cover di Walk On By molto simile a quella di Jo Jo Zep, diversa forse solo nell'atmosfera, più sognante e tipicamente smooth jazz. Con questo singolo, Manchester toccò il sesto posto della classifica "Billboard Adult Contemporary".
| Classifica (1989) | Posizione |
| ----------------- | --------- |
| US A/C            | 6         |

### Sybil (1990)
Nel 1990, Sybil, che aveva già riscosso notorietà con la cover di un altro brano della Warwick, Don't Make Me Over, grazie al rifacimento in stile hip-hop di Walk On By entrò nelle classifiche dei singoli del Regno Unito e degli Stati Uniti. Fu girato un videoclip promozionale del singolo, che mostra Sybil cantare la canzone accompagnata da una coreografia tipicamente hip-hop.
| Classifica (1990)      | Posizione |
| ---------------------- | --------- |
| Official Singles Chart | 6         |
| US Hot 100             | 74        |
| US R&B                 | 3         |
| US Dance               | 3         |

### Gabrielle (1997)
La cantante inglese Gabrielle fece una cover di Walk on By pressoché uguale all'originale per il suo quinto album, Gabrielle. Nel videoclip del singolo, l'artista esegue il brano su uno sfondo di effetti visivi abbastanza semplici in bianco e nero.
| Classifica (1997)      | Posizione |
| ---------------------- | --------- |
| Official Singles Chart | 7         |
| Dutch Singles Chart    | 96        |

### Cyndi Lauper (2003)
Walk on By fu il primo singolo estratto dall'album di cover At Last di Cindy Lauper, pubblicato nel 2003. Esso fu successivamente incluso nel DVD "Live at Last". Mentre il pezzo in sé per sé non fu un vero successo, tuttavia i suoi remix toccarono il decimo posto della "U.S. dance chart".
| Chart (2004)                       | Peak position |
| ---------------------------------- | ------------- |
| U.S. Billboard Hot Dance Club Play | 10            |

### Seal (2005)
Seal pubblicò una sua cover di Walk On By nel gennaio del 2005. Anche se la canzone non riscosse fama nel paese nativo, la Gran Bretagna, riuscì comunque a comparire brevemente nelle classifiche di diversi paesi europei. Anche di questo pezzo fu girato un video promozionale, in cui si vede l'artista cantare il brano in una casa, in compagnia di alcune donne evanescenti.
| Classifica (2005) | Posizione |
| ----------------- | --------- |
| Austria           | 57        |
| Germany           | 49        |
| Switzerland       | 46        |

## Altre versioni
- Alan Price
- Alicia Keys registrò una cover hip-hop di Walk On By per il suo album del 2005 The Diary of Alicia Keys
- Aretha Franklin
- The Beach Boys pubblicarono un outtake in cui suonano il brano nella raccolta 20/20
- Bob Baldwin pubblicò una sua versione nel disco del 1997, Cool Breeze.[6][7]
- Brenda & the Tabulations pubblicarono una cover nell'album del 1967 Dry Your Eyes
- Una versione garage rock fu registrata negli anni sessanta dalla band The Outcasts per il loro album Manhasset (New York)
- The Dells pubblicarono una cover nel 1972 nell'album The Dells Sing Dionne Warwicke's Greatest Hits pubblicato dalla Cadet Records e prodotto da Charles Stepney
- Diana Krall registrò una versione jazz del pezzo per l'album del 2009, Quiet Nights
- Florence Ballard pubblicò una cover della canzone dopo aver abbandonato le Supremes
- George Benson pubblicò una sua versione di Walk On By nel disco del 1968, Gilbert Gravy
- Gloria Gaynor registrò una cover della canzone per l'album del '68 Experience Gloria Gaynor
- Grant Green eseguì una versione strumentale nel 1971 durante il Live at Club Mozambique
- Kiki Dee pubblicò una cover nel 1969 sotto la Motown Records per promuovere il suo lavoro Great Expectations, ma la canzone non fu messa in commercio fino al 2005, nella raccolta Kiki Dee - Love Makes The World Go Round: The Motown Collection
- Mina pubblicò una versione nel 1981 all'interno dell'album Salomè.
- Peter Nero
- Laura Nyro pubblicò una cover di Walk On By nell'album postumo del 2001 Angel in the Dark
- Maggie Reilly registrò una cover della canzone per l'album del 1996 Elena.
- Peter White pubblicò una sua versione del brano nell'album del 1994, Reflections[8][9]
- Roland Kirk pubblicò una cover del pezzo in Slightly Latin del 1965
- Ronan Keating registrò una versione personale del brano per l'album del 2011 When Ronan Met Burt
- Vanilla Fudge pubblicò una cover di Walk On Byin Mystery (1984)
- We Five[10]
- The Undisputed Truth pubblicò una propria versione della canzone nell'album Law of the Land
- Paul Carrack registrò una cover del pezzo in Groovin'
- Kendra Morris pubblicò una propria versione nell'album del 2013 Mockingbird
- Sonya O'Malley ne pubblicò una versione per solo pianoforte che uscì nell'album Fall Pieces del 2018
- I Lombard Street hanno pubblicato nel 2018 una cover del brano in lingua lombarda, Gira al Largh, basata sull'arrangiamento degli Stranglers. La canzone è uscita nella raccolta su cd Beatles - Bacharach", pubblicata a scopo benefico dall'associazione Palinuro
- Beyoncé utilizza un campionamento di Walk on By in 6 inch, quinta traccia dell'album Lemonade (2016).